# 班坦托
班坦托（英語：Bantanto）是甘比亞中部的城鎮，位於中河區的尼亞米納東。 根據2008年所做的人口調查數據顯示，居住於班坦托的總人口數量為1,322人。